# Four O'Clock and Hysteria
Four O'Clock and Hysteria is het enige solo muziekalbum dat de Amerikaanse gitarist Alan Morse heeft uitgegeven (anno 2007). Alan Morse is normaliter de gitarist van Spock's Beard (SB).

De appel valt echter niet ver van de boom; bijna alle leden van Spock’s Beard doen mee op het album. De muziek is gitaargeoriënteerde symfonische rock.

## Musici
- Alan Morse (SB) – gitaren;
- Neal Morse (ex-SB)- toetsen, akoestische gitaar, mandoline;
- Scott Williamson – drums;
- Gary Lynn – basgitaar;
- Eric Darken – percussie;
- Nick d'Virgilio (SB)– drums op (2) en (7);
- Dave Meros (SB)– basgitaar op (2) en (7);
- Ryo Okumoto (SB)– toetsen op (8);
- Jerry Goodman – viool op (2) en (11)

## Composities
1. Cold fusion
2. Return to whatever
3. Drive in shuffle
4. R Bluz
5. First funk
6. Dschungel cruz
7. The rite of left
8. Chroma
9. Spanish steppes
10. Track 3
11. Major Buzz
12. Home.

Alle composities zijn instrumentaal en van Alan Morse.